# اچ‌ام‌ای‌اس ایپسوییچ (جی۱۸۶)
اچ‌ام‌ای‌اس ایپسوییچ (جی۱۸۶) (به انگلیسی: HMAS Ipswich (J186)) یک کشتی بود که طول آن ۱۸۶ فوت (۵۷ متر) بود. این کشتی در سال ۱۹۴۱ ساخته شد.